# Rio Frio (Vez)
O rio Frio é uma ribeira de Portugal afluente do Rio Vez.
Pertence à bacia hidrográfica do rio Lima e à região hidrográfica do Minho e Lima.
Tem um comprimento aproximado de 7,0 km e uma área de bacia de aproximadamente 17,8 km².